# Susanne Bobzien
Susanne Bobzien, FBA, es una filósofa germano-británica, cuya investigación se centra en la filosofía de la lógica y el lenguaje, el determinismo y la libertad y la filosofía antigua. Actualmente es investigadora principal en All Souls College, Oxford y profesora de filosofía en la Universidad de Oxford.

## Biografía
Bobzien nació en Hamburgo, Alemania, en 1960. Se graduó en 1993 con un doctorado en filosofía (D.Phil.) en la Universidad de Oxford. Fue profesora de filosofía en The Queen's College, Oxford de 1993 a 2002 y profesora filosofía y investigadora principal en la Universidad de Yale de 2001 a 2013. Desde 2013, Bobzien ha sido investigadora principal en All Souls College, Oxford y profesora de filosofía en la Universidad de Oxford. En 2014, fue elegida miembro de la Academia Británica.